# Тастін (Вісконсин)
Тастін (англ. Tustin) — переписна місцевість (CDP) в США, в окрузі Вошара штату Вісконсин. Населення — 120 осіб (2020).

## Географія
Тастін розташований за координатами 44°10′10″ пн. ш. 88°53′47″ зх. д. / 44.16944° пн. ш. 88.89639° зх. д. (44.169573, -88.896272). За даними Бюро перепису населення США в 2010 році переписна місцевість мала площу 2,74 км², уся площа — суходіл.

## Демографія
Згідно з переписом 2010 року, у переписній місцевості мешкало 117 осіб у 57 домогосподарствах у складі 36 родин. Густота населення становила 43 особи/км². Було 102 помешкання (37/км²).
Расовий склад населення:
| - 96,6 % — білих - 0,9 % — корінних американців |

До двох чи більше рас належало 1,7 %. Частка іспаномовних становила 0,9 % від усіх жителів.
За віковим діапазоном населення розподілялося таким чином: 12,8 % — особи молодші 18 років, 67,5 % — особи у віці 18—64 років, 19,7 % — особи у віці 65 років та старші. Медіана віку мешканця становила 50,8 року. На 100 осіб жіночої статі у переписній місцевості припадало 129,4 чоловіків; на 100 жінок у віці від 18 років та старших — 126,7 чоловіків також старших 18 років.
Середній дохід на одне домашнє господарство становив 58 788 доларів США (медіана — 56 000), а середній дохід на одну сім'ю — 77 231 долар (медіана — 69 583). За межею бідності перебувало 3,5 % осіб, у тому числі 0,0 % дітей у віці до 18 років та 0,0 % осіб у віці 65 років та старших.
Цивільне працевлаштоване населення становило 40 осіб. Основні галузі зайнятості: виробництво — 27,5 %, науковці, спеціалісти, менеджери — 22,5 %, мистецтво, розваги та відпочинок — 10,0 %, будівництво — 10,0 %.